# تيموثي بارنز
تيموثي بارنز (بالإنجليزية: Timothy Barnes)‏ هو مؤرخ الفن بريطاني، ولد في 13 مارس 1942 في يوركشاير في المملكة المتحدة.